# Europa Cup (korfbal) 1983
De Europacup korfbal 1983 was de 17e editie van dit internationale korfbaltoernooi. 
Het deelnemersveld bestond in deze editie uit 4 teams, 1 team uit Nederland, België, Duitsland en het Verenigd Koninkrijk. Elk team speelde drie wedstrijden.

## Deelnemers
Poule
| Club         | Plaats         |
| ------------ | -------------- |
| ROHDA        | Amsterdam      |
| Vultrix      | ?              |
| Borgerhout   | Antwerpen      |
| Adler Rauxel | Castrop-Rauxel |

## Het Toernooi

### Wedstrijdschema
| Thuisploeg   |   | Uitploeg     | Uitslag |
| ------------ | - | ------------ | ------- |
| ROHDA        | - | Adler Rauxel | 20-2    |
| Borgerhout   | - | Vultrix      | 10-0    |
| ROHDA        | - | Vultrix      | 14-3    |
| Borgerhout   | - | Adler Rauxel | 15-1    |
| Adler Rauxel | - | Vultrix      | 7-3     |
| ROHDA        | - | Borgerhout   | 12-5    |

| Kampioen EuropaCup 1983 |
| ----------------------- |
| ROHDA Tweede titel      |

## Eindklassement
| Positie | Club         |
| ------- | ------------ |
| Goud    | ROHDA        |
| Zilver  | Borgerhout   |
| Brons   | Adler Rauxel |
| 4       | Vultrix      |